# Lyons Groups of Galaxies
Lyons Groups of Galaxies (o LGG) és un catàleg astronòmic dels grups propers de galàxies que completen a una magnitud aparent limitada a B0=14.0 amb una velocitat de recessió més petita de 5.500 km/s. Es van utilitzar dos mètodes en la construcció del grup: un mètode de percolació deriven de Huchra i Geller i un mètode jeràrquic iniciat per R. Brent Tully. L'LGG n'inclou 485 grups i 3.933 galàxies membres.